# Дихан (Мырзатайский сельский округ)
Диха́н (ранее — Ки́рово, каз. Дихан) — село в Байзакском районе Жамбылской области Казахстана, входит в состав Мырзатайского сельского округа. Находится примерно в 9 км к северо-западу от районного центра, села Сарыкемер. Код КАТО — 313646500.

## География
Село расположено в западной части Байзакского района, в 600 метрах к северо-востоку от административного центра сельского округа села Мырзатай, в 8 километрах к северу от районного центра села Сарыкемер и в 17 километрах к северу от областного центра города Тараз. Ближайшая железнодорожная станция Бурул — расположена в 17 километрах к югу от села (по дороге — 23,2 км). Соседние населённые пункты: Мырзатай к юго-западу, Жетыбай в 2 километрах к северо-западу, Аймантобе в 5 километрах к востоку. Транспортное сообщение осуществляется по автодороге КН-7 с выходом на автодорогу A2 к югу. Высота центра населённого пункта — 513 метров над уровнем моря.

## Население
| Численность населения | Численность населения | Численность населения |
| 1989                  | 1999                  | 2009                  |
| --------------------- | --------------------- | --------------------- |
| 822                   | ↗881                  | ↘613                  |